# TSV Unterhaching
O TSV Unterhaching, também conhecido como TSV Haching München por questões de cooperação, é um time alemão de voleibol masculino da cidade de Unterhaching, situada no estado da Baviera. Atualmente o clube disputa a 1. Bundesliga, a primeira divisão do campeonato alemão.

## Histórico
O clube poliesportivo TSV Unterhaching foi fundado em 1910 na cidade de Unterhaching. A seção de voleibol do clube disputa a 1. Bundesliga desde a temporada 2000–01, se tornando vice-campeão já na temporada seguinte. Na temporada 2008–09 conquistaram o primeiro título da Copa da Alemanha da história do clube após vencerem o Moerser Sportclub 1985 por 3 sets a 1.

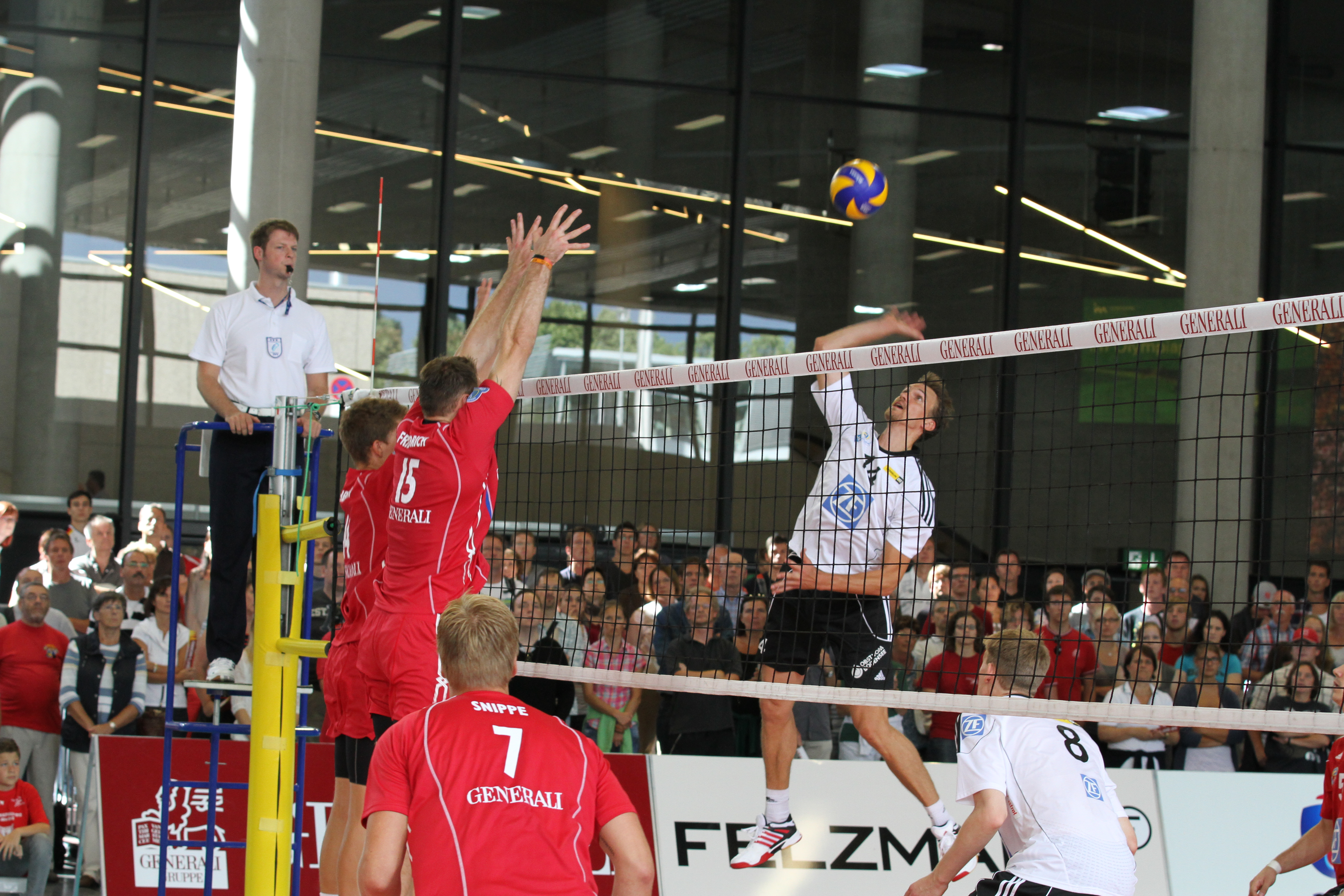
Partida da pré-temporada contra o VfB Friedrichshafen em 2012.

Em 2014 o clube retirou-se da Bundesliga após o seu principal patrocinador, o Generali Deutschland, anunciar que encerraria o vínculo com o clube. Após o ocorrido, em 2016 o clube entrou em cooperação com o Hypo Tirol Innsbruck, da Áustria, para competirem o torneio. Na temporada 2017–18, o Hypo Tirol Alpenvolleys Haching estava de volta à Bundesliga. Depois do encerramento prematura do campeonato alemão devido a pandemia de COVID-19, a cooperação foi encerrada novamente.
Na temporada 2020–21 a equipe voltou à primeira divisão como TSV Unterhaching e com sua própria equipe. Em agosto do mesmo ano o clube anunciou uma nova cooperação com o TSV 1860 München, razão pela qual adquiriu o nome fantasia TSV Haching München na temporada 2021–22.

## Títulos

### Campeonatos nacionais
Campeonato Alemão
- Vice-campeão: 2008–09, 2009–10, 2011–12

 Copa da Alemanha
- Campeão: 2008–09, 2009–10, 2010–11, 2012–13
- Vice-campeão: 2002–03, 2011–12

## Elenco atual
Atletas selecionados para disputar a temporada 2022–23.
| Camisa                 | Nome                  | Altura (m) | Posição    |
| ---------------------- | --------------------- | ---------- | ---------- |
| 1                      | Marcell Mikuláss Koch | 1,86       | Levantador |
| 3                      | Florian Krenkel       | 1,93       | Ponteiro   |
| 4                      | Paul Gehringer        | 2,00       | Central    |
| 5                      | Philipp Schumann      | 2,00       | Oposto     |
| 8                      | Quentin Zeller        | 2,00       | Ponteiro   |
| 9                      | Jere Heiskanen        | 1,92       | Ponteiro   |
| 10                     | Daniel Günther        | 2,01       | Central    |
| 11                     | Juro Petrusic         | 1,93       | Oposto     |
| 12                     | Mark Gumenjuk         | 1,96       | Central    |
| 13                     | Sebastian Rösler      | 1,97       | Central    |
| 14                     | Patrick Rupprecht     | 1,94       | Ponteiro   |
| 17                     | Eric Paduretu         | 1,92       | Levantador |
| 18                     | Mohamed Chefai        | 1,90       | Líbero     |
| Técnico: Bogdan Tanase |                       |            |            |